# Cinemax 2
Cinemax 2 – kanał telewizyjny nadawany przez HBO. Na polskim rynku pojawił się z początkiem listopada 2005 roku. Podobnie jak Cinemax, nie emituje reklam.
Od początku nadawania do 31 sierpnia 2016 roku był to powtórkowy kanał, emitujący te same filmy, co główna antena Cinemax, jednak z 24-godzinnym opóźnieniem (tzw. timeshift). Od 1 września 2016 kanał stał się niezależną stacją z odrębną ramówką obejmującą kino niezależne, klasykę kina oraz kino artystyczne.

## Cinemax 2 HD
Cinemax 2 HD – filmowy kanał nadawany w standardzie HDTV, którego program jest transmisją Cinemax 2 w standardowym przekazie w czasie rzeczywistym.